# Cal Pau Pi
Cal Pau Pi era una masia del Prat de Llobregat (Baix Llobregat) inclosa a l'Inventari del Patrimoni Arquitectònic de Catalunya.

## Descripció
Masia que corresponia a l'esquema 1.I de Danés i Torras. La façana estava orientada a mar, paral·lela a l'eix de la teulada de dues vessants, de planta i pis, s'adaptava a la tipologia majoritària dins les masies de la Marina del Prat. La seva factura combinava el maó i la pedra, justificant una cronologia de finals de segle xviii i principis del XIX.

## Història
A la Consueta Parroquial de la primera meitat del segle xix apareix el nom "Pere de Pau Pi" que pot referir-se a l'actual masia. Una branca de la família Pi està documentada al Prat des de mitjans de segle xvi, i una altra branca apareix al segle xvii.
Va ser enderrocada l'estiu de 2014 davant el planejament urbanístic ARE Eixample Sud.